# Де Этр, Венсан
Венсан Де Этр (англ. Vincent De Haître; род. 16 июня 1994 года, Оттава, Онтарио) — канадский конькобежец и велогонщик. Специализируется на спринтерских дистанциях.
Принимал участие в Кубке мира по конькобежному спорту 2015/2016 в дистанции 1000 метров заняв 11-е место, в дистанции 1500 метров — 10-е.
На Кубке мира по конькобежному спорту 2016/2017 в командном спринте (2 этап) завоевал золото. На 3 этапе этого же кубка в дистанции 1000 метров также пришел 1-м. На 4 этапе в командном спринте завоевал серебряную медаль.
В 2016 году на Чемпионате мира по конькобежному спорту в дистанции 1500 метров пришёл 6-м. В 2017 году на этом же чемпионате в дистанции 1000 метров завоевал серебряную медаль, в дистанции 1500 метров пришёл 4-м.
Принимал участие на зимних Олимпийских играх 2014 года в Сочи заняв 20-е место на дистанции 1000 метров и 33-е место на дистанции 1500 метров.
На Чемпионате мира по конькобежному спорту в спринтерском многоборье 2017 занял 9-е место.